# Sune Libertson
Sune Arnold Libert Libertson, född 27 juni 1919 i Lund, död 10 oktober 1983 i Malmö, var en svensk väg- och vattenbyggnadsingenjör.
Libertson, som var son till folkskollärare Libert Johnsson och Anna Johnsson, avlade studentexamen i Hässleholm 1939 och utexaminerades från Chalmers tekniska högskola 1944. Han blev ingenjör vid AB Vattenbyggnadsbyrån i Stockholm 1944, stadsplaneingenjör på stadsingenjörskontoret i Malmö stad 1947, anställd i Malmö stadsfullmäktiges järnvägskommitté 1951 och var konsulterande ingenjör vid AB Vattenbyggnadsbyrån i Malmö från 1952.
Under sin tid vid stadsplanekontoret gjorde Libertson betydande insatser då det gällde modernisering av Bulltofta flygplats i början av 1950-talet och vid järnvägsomläggningar inom  staden. Han var en av dem, som under samma period startade den så kallade S-kommittén, vilken under lång tid var ett organ för samråd mellan olika förvaltningar beträffande Malmös trafikfrågor. Efter återkomsten till AB Vattenbyggnadsbyrån tjänstgjorde han åt ett flertal kommuner och livsmedelsindustrier i Sydsverige, då det gällde utredningar och projektering av anläggningar för vattenförsörjning och avlopp. Han var kunnig inom många teknikområden och ledde till exempel projekteringen av motorvägen genom Uddevalla och hade projekteringsansvaret för maskinutrustningen till Foodias fabrik i Staffanstorp. Han var även verksam i utlandet och anlitades som expert vid beläggningsarbeten för flygplatser i Saudiarabien och ett flertal infrastrukturprojekt i Jugoslavien, Zambia och Libyen.